# Bertil Johnsson
Pour les articles homonymes, voir Johnsson.
Bertil Johnsson (né le 23 décembre 1915 et mort le 2 février 2010) est un athlète suédois, spécialiste du triple saut et du saut en longueur.

## Carrière
Lors des Championnats d'Europe de 1946 à Oslo, Bertil Johnsson remporte la médaille d'argent du triple saut.